# Estación de Huesca
Estación de Huesca vasútállomás Spanyolországban, Huesca településen. Része a spanyol nagysebességű vasúthálózatnak.

## Vasútvonalak
Az állomást az alábbi vasútvonalak érintik:
- Zaragoza–Huesca nagysebességű vasútvonal
- Zaragoza–Canfranc-vasútvonal

## Kapcsolódó állomások
A vasútállomáshoz az alábbi állomások vannak a legközelebb:
- Canfranc vasútállomás
- Estación de Zaragoza-Delicias
- Estación de Tardienta